# Dobratice pod Prašivou
Dobratice pod Prašivou – przystanek kolejowy w Dobracicach, w kraju morawsko-śląskim, w Czechach. Obiekt zlokalizowano na wysokości 355 m n.p.m..

## Historia
Przystanek kolejowy otwarto 27 listopada 1892 roku. Po aneksji Zaolzia był ostatnim przystankiem przed czechosłowacko-polską granicą. Po drugiej wojnie światowej został otwarty budynek z otwartą poczekalnią. Obiekt wyburzono pod koniec 2011 roku. Od grudnia 2020 roku funkcjonuje jako przystanek na żądanie. Z przystanku wiodą szlaki turystyczne na Praszywą